# Taenita

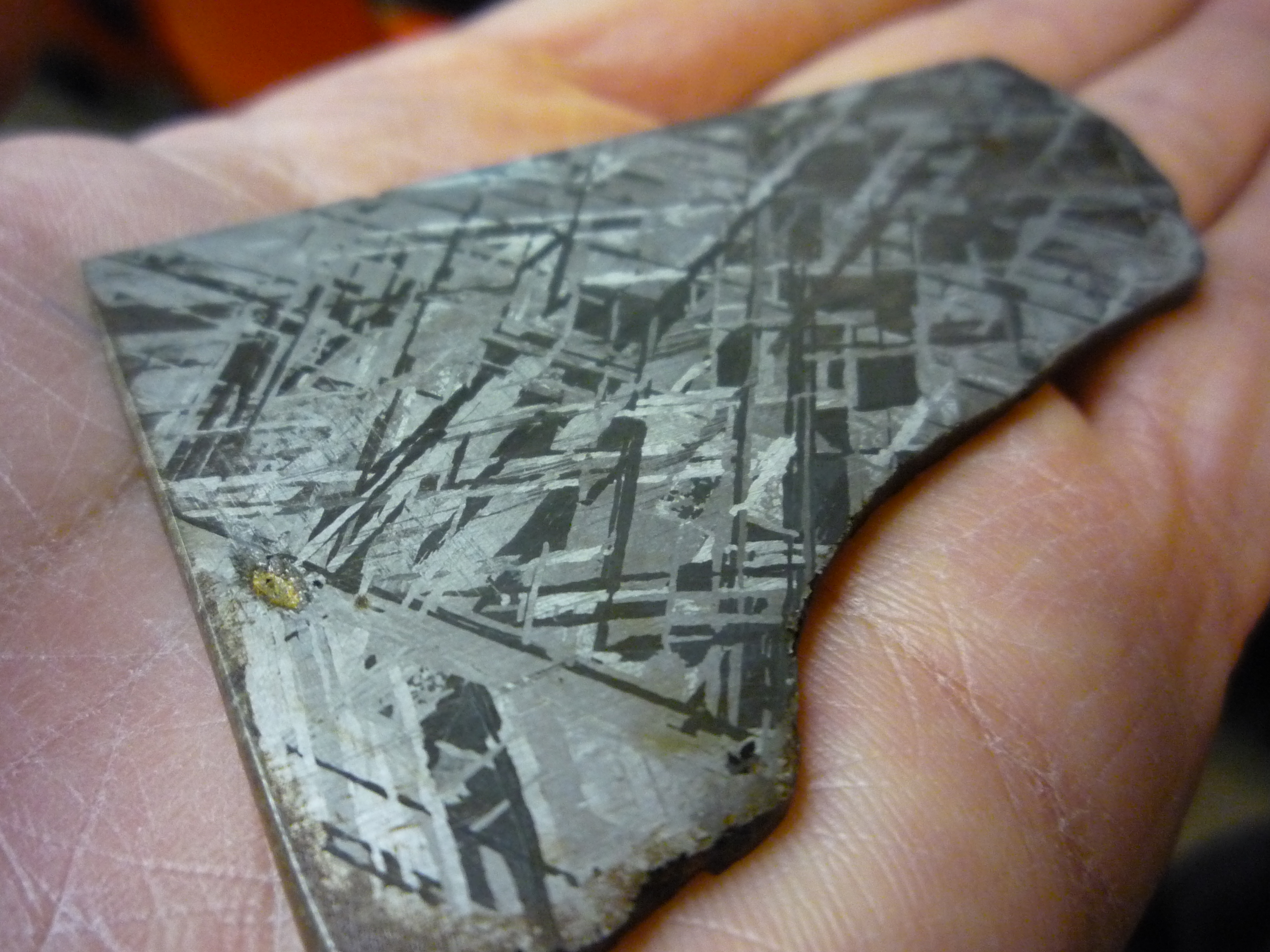
Las líneas Widmanstätten muestran las dos formas del Fe-Ni, camacita y taenita, en un meteorito octahedrito

La taenita es un mineral que sólo se encuentra en la Tierra en los meteoritos metálicos, perteneciente a la clase de los minerales elementos. Se trata de una aleación de hierro y níquel, con proporciones de níquel del 20% al 65%, que fue descubierta en 1861 en Nueva Zelanda.
Además de los elementos de su fórmula, también puede llevar impurezas de: cobalto, cobre, fósforo, azufre o carbono. Sinónimos poco usados son: edmondsonita, edmonsonita u orthotaenita.
El nombre se deriva del griego tainia "banda". La taenita es el componente más común en los meteoritos metálicos. En las octahedritas se encuentra intercalada en las bandas de camacita, formando líneas de Widmanstätten, mientras que la ataxita es el componente principal. A veces en las octahedritas se puede encontrar mezclada con camacita, y entonces se le denomina plesita.
La taenita es uno de los cuatro minerales que se encuentran en los meteoritos metálicos: Los otros son la camacita, la tetrataenita y la antitaenita.

## Propiedades
Es opaco con un color grisáceo metálico de color blanco. La estructura es isométrico-hexoctahedral. Su densidad es de alrededor de 8g/cm³ y la dureza es de 5 a 5,5 en la escala de Mohs. La taenita es magnética. La red cristalina tiene la c≈a=3.582Å±0.002Å. La clasificación de Strunz es I/A.08-20, mientras que la clasificación Dana es 1.1.11.2. Se trata de un Hexoctahedral (cúbicos) en la estructura.